# The Hindenburg
The Hindenburg (prt: Hindenburg; bra: O Dirigível Hindenburg) é um filme estadunidense de 1975, do gênero drama, dirigido por Robert Wise.

## Sinopse
17 de abril de 1937, uma vidente prevê que o dirigível Hindenburg, símbolo do poder nazista, será destruído em sua viagem aos Estados Unidos. Um coronel é enviado para a viagem, de forma a investigar se há algum risco de sabotagem.

## Elenco
- George C. Scott .... Coronel Franz Ritter
- Anne Bancroft .... Ursula
- William Atherton .... Boerth
- Roy Thinnes .... Martin Vogel
- Gig Young .... Edward Douglas
- Burgess Meredith .... Emilio Pajetta
- Charles Durning .... Capitão Pruss
- Richard Dysart .... Capitão Lehman
- Robert Clary .... Joe Spahn
- Rene Auberjonois .... Major Napier
- Peter Donat .... Reed Channing
- Alan Oppenheimer .... Albert Breslau
- Katherine Helmond .... Mildred Breslau
- Joanna Moore .... Sra. Channing
- Stephen Elliott .... Capitão Fellows
- Joyce Davis .... Eleanore Ritter
- Jean Rasey .... Valerie Breslau
- Ted Gehring .... Knorr
- Lisa Pera .... Freda Halle
- Kip Niven .... Tenente Truscott
- David Mauro .... Goebbels
- Joe Turkel .... Detetive Moore
- Sandy Ward .... Detetive Grunberger

## Prêmios e indicações
Oscar 1976 (EUA)
- Recebeu prêmios especiais  nas categorias de melhores efeitos sonoros e melhores efeitos especiais.
- Indicado nas categorias de melhor direção de arte, melhor som (best sound) e melhor fotografia.